# Bosco Verticale
Bosco Verticale (v českém překladu: vertikální zahrady) je pár rezidenčních věží v milánské čtvrti Porta Nuova. Mají výšku 111 a 76 metrů, byly postaveny mezi roky 2009 až 2014 dle návrhu architekta Stefana Boeriho. Jejich fasády jsou pokryty vertikálními zahradami, jež jsou k roku 2019 největšími zelenými stěnami na světě. 
Obsahují přes 700 stromů a 16 000 rostlin včetně keřů či stromů. Půdorys obou objektů zabírá přibližně 1900 m², tvoří ale 20 000 m² zelené plochy. Budovy tak chladí okolní klima, slouží jako cíl pro zdejší faunu, zachytávají smog. Kromě toho jsou také energeticky úsporné, vyrábí si energie z geotermální elektrárny a solárních panelů. Zavlažování probíha pomocí šedé vody. Zdejší rostliny ročně absorbují 20 tun oxidu uhličitého a vyprodukují 19 tun kyslíku.